# Don Quichotte
Don Quichotte är en fransk opera (comédie héroique) i fem akter med musik av Jules Massenet och libretto av Henri Cain efter romanen Don Quijote av Miguel Cervantes.

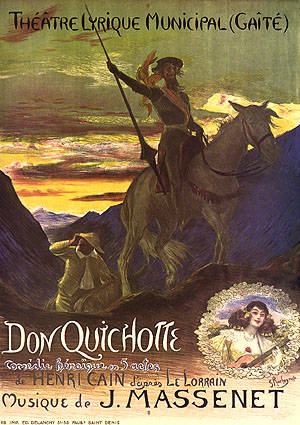
Affisch till Don Quichotte 1910.

## Historia
Massenets version av Cervantes roman var först och främst inte påverkad av själva texten utan av Gustave Dorés illustrationer vilka framställde titelpersonen i en ganska sentimental situation. Övertygad om att han skulle dö av den smärtsamma reumatism han led av, försakade han alla andra musikplaner till förmån för Don Quichotte. Komponerandet var för honom "balsam för själen" och alldeles säkert såg han sig själv i rollen som Don Quijote som höll fast vid sin ridderliga hederskodex på samma sätt som Massenet höll fast vid sin tonala musik i skuggan av samtida tonsättare såsom Debussy med Pelléas och Mélisande och Richard Strauss med Salome och Elektra. 
Massenet skrev titelrollen för den ryske bassångaren Fjodor Sjaljapin. Operan uruppfördes den 19 februari 1910 på Opéra de Monte-Carlo i Monaco. Svensk premiär den 9 mars 1983 av Stockholms Musikdramatiska Ensemble (SMDE) på Göta Lejon i Stockholm.

## Personer
- La belle Dulcinée (Den sköna Dulcinea) (kontraalt)
- Don Quichotte (Don Quijote) (bas)
- Sancho (Sancho Panza) (baryton)
- Pedro (sopran)
- Garcias (sopran)
- Rodriguez (tenor)
- Juan, Dulcinées beundrare (tenor)
- Banditledaren (talroll)
- Två tjänare (barytoner)
- Fyra banditer (talroller)
- Bönder, Dulcinées vänner, damer, banditer (kör)

## Handling

### Akt I
Don Quichotte och hans tjänare Sancho rider in på torget i en liten stad där den sköna Dulcinée bor. De följs av tiggare. På kvällen sjunger don Quichotte en serenad nedanför den skönas fönster, vilket retar upp hennes älskare Juan. Dulcinée förhindrar en duell och lovar älska don Quichotte om han skaffar tillbaka ett halssmycke som hon blivit bestulen på.

### Akt II
På vägen ut för att hitta rövarna som har stulit smycket råkar don Quichotte i strid med en här av väderkvarnar, och när han är framme vid rövarlägret blir han tillfångatagen.

### Akt III
Hans höviska uppträdande imponerar så på rövarna att de ger honom smycket. Han kan nu återvända till Dulcinée.

### Akt IV
Dulcinée blir överlycklig, men då don Quichotte ber henne gifta sig med honom måste hon rörd säga nej tack och avslöja sitt verkliga yrke.

### Akt V
Don Quichotte ligger för döden och ser i sin förvirring den ouppnåeliga Dulcinée, som han sänder en sista hälsning medan Sancho fäller äkta tårar över förlusten av sin herre, som har fört honom in i drömmarnas rike.